# FL9型双动力源机车
FL9型双动力源机车是美国通用汽车电气动力分部（GM-EMD）为纽约，纽黑文和哈特福德铁路设计制造的一款干线客运用双动力源铁路机车。这款机车是在F9型柴油机车基础上发展而来的双动力源机车，既能够在非电气化线路上以柴油机作为动力源，又可以在第三轨供电的电气化铁路上获得直流电源。1956年10月至1960年11月间，通用汽车电气动力分部共生产了60台FL9型机车。纽约，纽黑文和哈特福德铁路于1969年结业后，FL9型机车先后被宾州中央运输公司、联合铁路公司、美国国家铁路客运公司、大都會北方鐵路等铁路公司继承和使用。

## 开发背景
纽约，纽黑文和哈特福德铁路（以下简称纽黑文铁路）拥有超过3000公里的铁路，主要经营美国东北部新英格兰地区的铁路运输业务，也是美国最早发展和应用电气化的铁路公司。从伍德朗至纽黑文的铁路（今大都會北方鐵路纽黑文线）早于1907年已经完成电气化，采用接触网供电的11千伏25赫兹单相交流电制式，这是当时世界上最长的一条电气化铁路干线，而且还是世界上首次采用单相交流供电的电气化铁路。尽管如此，由于长期困扰着纽黑文铁路公司的财政问题，直到该公司于1969年合并到宾州中央运输公司之时，将电气化铁路延伸至波士顿的计划仍没有实现。
此外，纽黑文铁路还与紐約中央鐵路拥有关于使用路权的营运协议，纽黑文铁路的列车可以通过纽约中央铁路的线路（今大都會北方鐵路哈莱姆线），直通运行至纽约市曼哈顿的大中央車站。为了保障列车运行安全和环境保护的原因，连接大中央车站的公园大道隧道区段早于1907年就完成电气化，供电制式为第三轨供电的660伏特直流电，从此蒸汽机车和柴油机车被禁止进入纽约市中心的地下隧道，电气化区段不久之后还进一步延伸至伍德朗。在双动力源机车出现以前，所有从大中央车站发往波士顿方向的旅客列车，在纽约大中央车站至纽黑文联合车站之间由电力机车牵引，并于纽黑文更换为柴油机车牵引直至目的地。
1950年代中期，为了提高机车运用效率和缩短列车运行时间，纽黑文铁路决定研制一种新型双动力源机车，这种机车既能够在一般线路上以柴油机作为动力源，当进入公园大道隧道后又可以从第三轨获得直流电。纽黑文铁路的机械工程部门根据这个概念，与多家机车制造商接洽并开展设计任务，但由于曼哈顿97街至公园大道隧道口的高架桥承重限制，几家机车制造厂提出的方案都因重量超过限制而未被采纳。
后来，通用汽车电气动力分部（以下简称易安迪）提出了一个以F9型柴油机车为基础的建议，改造内容包括延长车体长度以便安置额外的电气装置，同时将一台二轴转向架改成A1A轴式的三轴转向架，而非采用以前标准的Bo-Bo轴式配置，这一方案就能够满足高架桥的重量限制。1956年初，纽黑文铁路向易安迪公司订购了首批30台机车，这种双动力源机车被定型为FL9型机车（意为延长车体的F9型机车）。这批机车于1957年全部完成交付，后来又追加订购了第二批30台机车，并于1960年交付完毕。

## 技术特点

### 总体结构
FL9型机车是内燃和电力双动力源的干线客运机车，采用“斗牛犬”式流线型外观的整体承载结构棚式车体，车体长度比F9型柴油机车延长了约8英尺，以容纳额外增加的电气设备和蒸汽锅炉。车内装有一台为旅客列车供暖的维帕-克莱森式蒸汽锅炉，蒸汽发生量为每小时2000磅，水箱容积为1300加仑。机车走行部为特殊的B-A1A轴式，前端转向架是二轴转向架，而后端转向架则是三轴转向架；除了三轴转向架的中间轴之外，其他四根车轴均由各自的牵引电动机驱动。这种轴式配置最初是为FP9型柴油机车设计的，原意是用来增加水箱容量以便牵引长距离旅客列车，虽然实际上从来没有FP9型机车使用这种轴式，却在后来的FL9型机车上被成功应用。
为了腾出第三轨受电靴的安装空间，FL9型机车使用经过改良的布贝格转向架，将原本设置在构架外侧的摇枕钢板弹簧取消，改为使用设置在构架内侧的摇枕螺旋弹簧。而转向架其他部分则与普通的布贝格转向架无大差异，车轴轴箱采用导框式定位结构，一系悬挂为轴箱顶端两个并联的螺旋弹簧组。牵引力和制动力通过中心销来传递。基础制动装置为双侧闸瓦制动，每个轮对左右各设有一个制动缸，另外还设有闸瓦间隙调整器。FL9型机车采用西屋空气制动公司（WABCO）的24RL型非自动保压式制动机。

### 动力装置
FL9型机车的动力装置是一台16气缸的易安迪567系列二冲程柴油机，气缸直径为8.5英寸（216毫米），活塞行程为10英寸（254毫米），单缸排量为567立方英寸（9.29升），额定转速为每分钟835转，采用罗茨式鼓风机作为机械增压器。首批30台机车装用16-567C型柴油机，额定功率为1,750马力（1,306千瓦），并与D12D型牵引发电机配套使用；而后来追加订购的第二批30台机车，则装用经过强化的16-567D1型柴油机，额定功率为1,800马力（1,343千瓦），并与D22A型牵引发电机配套使用。柴油机直接与直流牵引发电机相连接，另外还驱动一台交流辅助发电机，用来为冷却风扇电动机和牵引电动机通风机供电。

### 传动系统
传动系统采用直—直流电传动装置，柴油机直接驱动一台直流牵引发电机，发出的直流电供给四台D37B型直流牵引电动机。当以柴油机作为动力源时，司机控制器手柄的八个级位分别对应着八个柴油机转速档位。为了充分利用牵引发电机发出的功率，并使牵引电流、电压自动保持在规定的限值内，在加速过程中牵引电动机自动进行四种方式的串—并联换接，当机车起动和加速时牵引电动机以“两串两并”方式连接（Series-Parallel），当达到一定速度后在牵引电动机回路接入分流电阻进行磁场削弱（Series-Parallel Shunt），随着速度继续提高又改为以全并联方式连接（Parallel）来继续加速，当达到牵引电动机额定电压之后再次接入分流电阻进行磁场削弱（Parallel Shunt），以此扩大恒功率调速范围并使机车达到最高速度。这种控制方式当时被广泛应用于易安迪公司的柴油机车。
当机车在电气化铁路上由第三轨供电时，仍由同一个司机控制器对机车实行操纵。由于受流电压和牵引电动机的额定电压相若，因此只需使用串—并联换接和电阻调压来作为调速手段。司机控制器的第一个级位使牵引电动机以“两串两并”方式连接，并和所有电阻器串联连接；第二至第五级位顺序减少串联连接的电阻器，逐步提高向牵引电动机供给的电压；第六级位使牵引电动机转换到全并联连接，并和另外一系列电阻器连接；第七和第八级位是接入分流电阻进行二级磁场削弱。FL9型机车总共有28个调压级，从而获得相对平滑的调速性能。

## 现代化改造

### 改造背景
FL9型机车自投入运用以来经历了多次大修，虽然从1980年代起铁路公司开始考虑采购新型机车来取代FL9型机车，但由于需求量太少的原因，新机车的招标总是得不到回应，因而唯一的办法是对FL9型机车进行一次又一次的大修，以尽可能延长其使用寿命。1985年起，为了配合具备电气供暖的海岸快车型铁路客车投入运用，大都会北方铁路对部分FL9型机车进行了相应改造，加装为列车供电的辅助柴油发电机，为旅客列车的空调、照明、蓄电池充电等用电负载供应480伏特60赫兹三相交流电。
1986年，铁路公司决定选取十台FL9型机车进行全面的现代化改造，其中包括大都会北方铁路的七台机车（2040～2046）和长岛铁路的3台机车（300～302），改造内容包括采用全新的涡轮增压柴油机、三相交流传动系统、微机控制系统、电阻制动和再生制动系统、空气制动系统、重新设计的司机室等部分，完成改造后的机车被改称为FL9AC型机车。经过改造后的机车几乎是全新制造的机车，从原车上得以保留下来的主要部件只有车体钢结构和转向架构架。经过一连串的公开招标过程后，最终选择了ABB公司（即后来的Adtranz）作为工程承包商。为了便于对交流传动技术进行分析和模拟，ABB公司还在德国曼海姆建立了牵引系统试验平台。改造工程原本计划在北卡罗来纳州的共和机车制造厂进行，但该工厂结业后改造工程被转移至纽约州埃爾邁拉市的ABB工厂继续进行。

### 改造内容
铁路公司选择了易安迪公司的12-710G3型柴油机作为FL9AC型机车的动力装置，这是一款12气缸、二冲程、废气涡轮增压的V型中速柴油机，气缸直径为9-1⁄16英寸（230.2毫米），活塞行程为11英寸（279.4毫米），额定功率为3,150马力（2,350千瓦），单缸排量为710立方英寸（11.63升），额定转速为每分钟900转。选择该型柴油机的主要因素是在提高功率的同时亦可以缩小尺寸和减轻重量，使其能够适配于新的电气装置和满足空气滤清系统的要求，而且继续使用易安迪柴油机也有利于维护检修、人员培训和配件提供。
FL9AC型机车是继美国国家铁路客运公司的202号机车（F40PHAC型柴油机车）之后，美国第二款采用ABB牵引系统的交流传动柴油机车。主传动系统主要由牵引发电机、整流装置、升压斩波器、制动斩波器、牵引逆变器、牵引电动机、微机控制系统等部分组成。FL9AC型机车装用一台易安迪AR7YBC型三相交流同步牵引发电机，是在易安迪AR10型牵引发电机的基础上改良而成。柴油机通过弹性联轴器直接驱动牵引发电机，发出的三相交流电通过整流装置转换成直流电后，再由两台VVVF牵引逆变器转换成频率、电压可调节的三相交流电，每台逆变器各自向每个转向架上的两台牵引电动机供电。当机车在电气化铁路从第三轨获取的660伏特直流电时，首先经过在第二象限工作的升压斩波器，将电压提高至1400伏特的中间直流电压后再输入逆变器。
FL9AC型机车上的升压斩波器、制动斩波器、牵引逆变器均采用相同的GTO功率模块，每一个模块都是由反并联方式连接的可关断晶闸管和二极管元件组成，功率模块采用防火性能较好的氟利昂蒸发冷却。四台牵引电动机采用由ABB公司提供的鼠笼式异步牵引电动机，控制策略采用ABB公司开发的直接轉矩控制（DTC），绕组使用卡普顿、玻璃纤维、硅树脂真空压力浸渍进行绝缘处理，牵引电动机的电枢轴端装有空转传感器。机车上还装有一台CVCF逆变器作为列车供电装置，它能够为列车提供最大700千瓦容量的480伏特60赫兹三相交流电。FL9AC型机车使用MICAS-S微机控制系统，系统分为机车控制级和传动控制级两个层次，各个层级和模块通过总线交换信息，系统具有牵引控制、制动控制、防空转保护、故障诊断和显示等功能。

## 运用历史

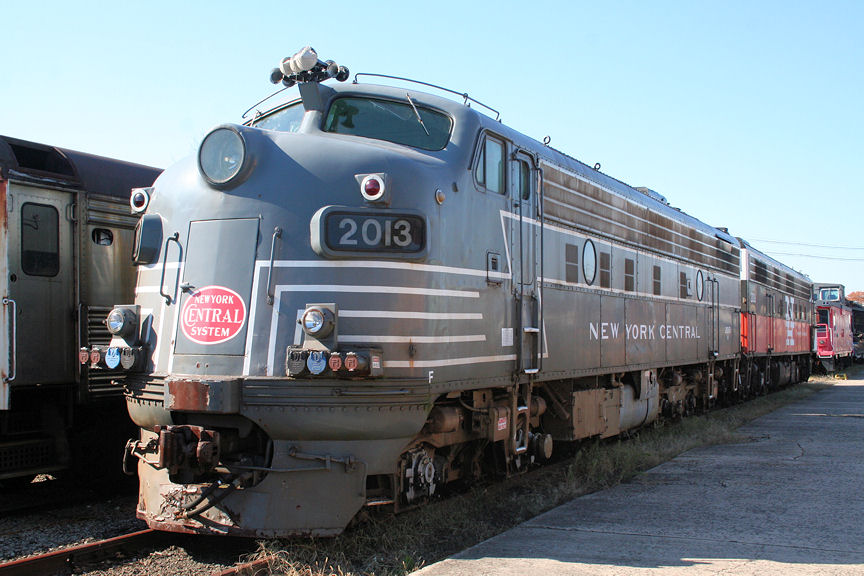
保存在丹伯里铁路博物馆的FL9型机车（纽约中央铁路涂装）

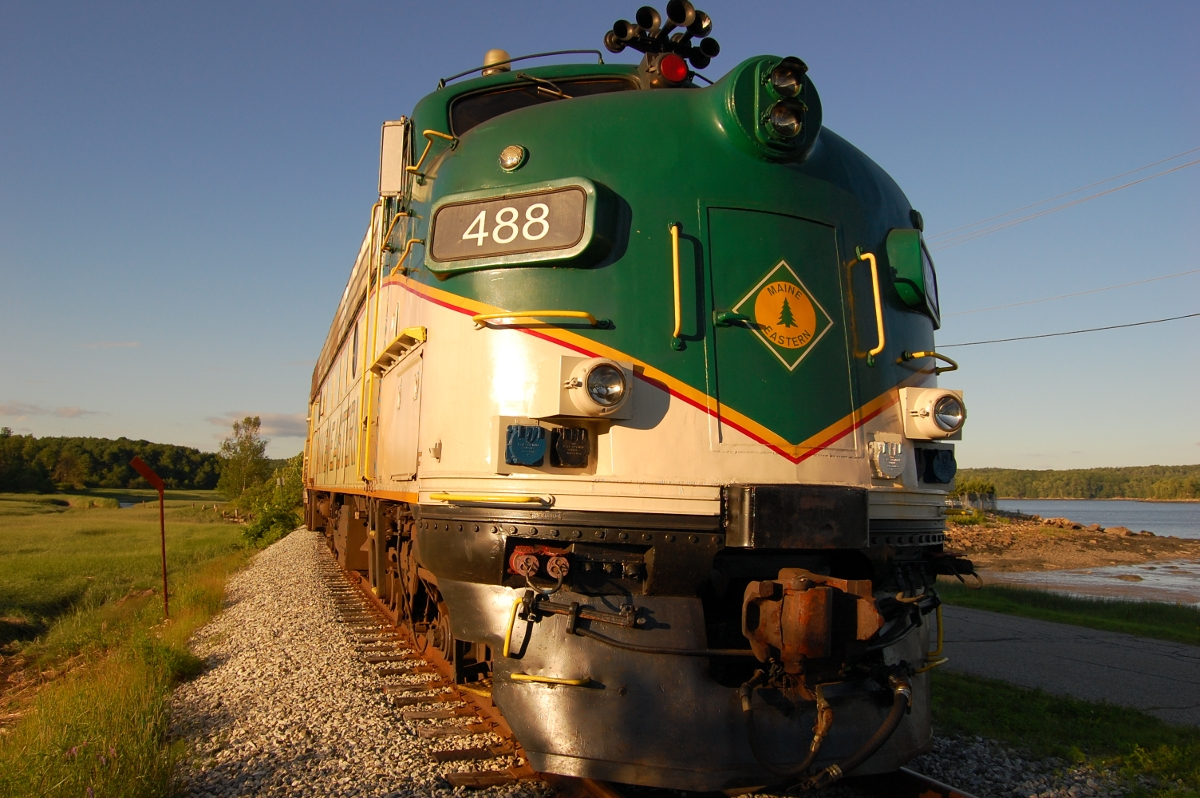
缅因州东方铁路的FL9型机车

FL9型双动力源机车于1957年开始投入服务，最初主要担当纽约至波士顿、斯普林菲尔德的直通旅客列车的牵引任务，包括纽黑文铁路的优等旅客列车“商旅特快号”（Merchants Limited），这趟列车往返于纽约大中央车站和波士顿南站，运行里程全长229.5英里（369.3公里），单程旅行时间约4小时15分钟。后来，FL9型机车的运行区段不仅延伸到普罗维登斯甚至鳕鱼角，在新英格兰地区的丹伯里、皮茨菲尔德、伯克希尔等地均可见到其踪影。FL9型双动力源机车的灵活性和广泛运用，使纽黑文铁路公司得以在1961年拆除了纽黑文线南诺沃克至丹伯里间的电气化铁路架空接触网，另外亦促使纽黑文铁路淘汰了所有在1955年以前投入运用的旧型电力机车，只保留了部分EP5型和E33型交流电力机车继续使用。
1969年，纽黑文铁路公司被宾州中央运输公司（由原賓夕法尼亞鐵路和纽约中央铁路合并而成）兼并，纽黑文铁路的所有资产包括FL9型机车均被宾州中央公司继承，部分机车被接收后披上了宾州中央公司的新涂装，但也有一些机车仍然保留纽黑文铁路公司的旧涂装。纽黑文铁路公司被整体兼并后，宾州中央运输公司的经营状态更是雪上加霜，最终在1970年6月正式宣布破产。在宾州中央运输公司的清盘过程中，原本由其经营的通勤客运业务改由紐約大都會運輸署（MTA）和马萨诸塞湾交通局（MBTA）继续拨款来维持营运。
在美国铁路协会的介入之下，时任美国总统尼克松于1973年签署了《地区铁路重组法案》（Regional Rail Reorganization Act），并于1976年由美国联邦政府注资成立了联合铁路公司（Conrail），对宣布或濒临破产的铁路公司进行重组。联合铁路公司开始营业后接收了原属宾州中央运输公司的FL9型机车，其中12台机车在不久之后被转售予美国国家铁路客运公司（Amtrak）。1983年，联合铁路公司将通勤铁路客运业务移交给各州政府的交通管理部门。为此，纽约州政府下辖的紐約大都會運輸署于同年成立了大都會北方鐵路，作为一家经营纽约州通勤铁路服务的公营机构，这些属于大都會北方鐵路的FL9型机车都采用了新涂装。其中10台机车后来经过翻新后又被转售予康涅狄格州运输部，这批机车均采用原始的纽黑文铁路涂装。
1980年代末，长岛铁路计划开行由杰斐逊港经纽约市至奥尔巴尼的直通旅客列车，由于列车会进入位于纽约市曼哈顿地底的宾夕法尼亚车站，长岛铁路考虑到进行全线电气化改造的成本高昂，因此决定使用双动力源机车作为牵引动力，以利用宾夕法尼亚车站的第三轨供电电气化铁路。1989年，长岛铁路向大都會北方鐵路购置了三台FL9型机车，并且连同大都會北方鐵路的七台机车进行了现代化改造。同时，长岛铁路还向日本的東急車輛製造订购了10辆C1型双层客车，这批客车于1991年7月抵达美国并开始试运行；由于当时改造后的FL9AC型机车尚未来得及完成试验，在试运行初期曾经一度使用E8型和GP38-2型柴油机车作为牵引动力，直到FL9AC型机车于1992年开始投入试运行为止。然而，C1型双层客车因设计方面存在不足之处而未曾实际投入营运，长岛铁路的FL9AC型机车也因此归还给大都會北方鐵路。
1995年起，随着大都會北方鐵路和美国国家铁路客运公司引入了新一代的P32AC-DM型双动力源机车，使用寿命将近50年的FL9型机车开始逐步被淘汰。2005年10月23日，大都會北方鐵路、康涅狄格州运输部、豪萨托尼铁路合作举办了一次FL9型机车的告别运转活动。2009年，大都會北方鐵路的FL9型机车全部停运报废。不少FL9型机车在退役后都进入博物馆保存或者转让予地方铁路使用，例如部分从美铁退役的FL9型机车被莫里斯敦和伊利铁路购入及用来牵引旅游列车，还有两台机车被缅因州东方铁路购入，用来牵引布伦瑞克至罗克兰的短途旅客列车。